# GPG
Програм GNU Privacy Guard, или скраћено GPG служи за шифровање и потписивање датотека. Он функционише по принципу јавног и тајног кључа. Јавни кључ је доступан свима, а његова аутентичност се може проверити уз помоћ „отиска“.

## Извор
- „Домаћа страна Страхиње Радића”. Архивирано из оригинала 03. 06. 2010. г.